# تپه نارین قلعه
تپه نارین قلعه مربوط به دوران‌های تاریخی پس از اسلام است و در شهرستان قزوین در استان قزوین بخش طارم سفلی، روستای نیارک واقع شده و این اثر در تاریخ ۱۰ مهر ۱۳۸۰ با شمارهٔ ثبت ۴۱۲۱ به‌عنوان یکی از آثار ملی ایران به ثبت رسیده است.